# Kotiużyny
Kotiużyny (ukr. Котюжини) – wieś na Ukrainie, w obwodzie tarnopolskim, w rejonie krzemienieckim, w hromadzie Wiśniowiec. W 2001 roku liczyła 571 mieszkańców.
Dawniej nosiła nazwę Kotiużyńce (ukr. Котюжинці, Kotiużynci).
Do 2020 w rejonie zbaraskim.